# Luiz Ramalho
Luiz Ramalho, nascido no Povoado de Santa Fé, atual Bonito de Santa Fé (PB), em 1931. Compositor brasileiro, é um dos "Ramalhos da Paraíba" (junto com os primos Elba Ramalho e Zé Ramalho)[1]. Teve como seu maior sucesso a música "Foi Deus quem fez você", vice-campeã do Festival MPB-80, da Rede Globo, cantada por Amelinha[2], que vendeu mais de 1 milhão de cópias, sendo a primeira canção a figurar na primeira posição das paradas de sucessos tanto das emissoras de rádio AM quanto nas de FM no Brasil.  Também tem como sucessos, as nordestinas “Roendo unha”, “Daquele jeito” e “Retrato de um forró” gravadas por Luiz Gonzaga; além de “Veio d’água”, gravada por Elba Ramalho e do samba “Amor em Jacumã”, gravada nos Estados Unidos por Dom Um Romão. É o patrono da cadeira nº 19 da Academia Paraibana de Música[5]. Assinava suas músicas jocosas com o nome "Luiz Santa Fé"[6]. Morreu aos 50 anos em João Pessoa (PB), vítima de leucemia, deixando mais de 170 obras inéditas.

## Biografia[4][5][6]

### Infância e adolescência no sertão
Nasceu em 24/02/1931 (embora registrado como nascido em 24/03/1931) na Fazenda do Pascoal, numa casinha singela localizada à margem do rio Piranhas (também chamado de Piranhas-Açu), próximo ao Povoado de Santa Fé, no alto sertão da Paraíba. O povoado se acabou “por enchente e bala”, como Luiz costumava dizer, e a região da fazenda foi abarcada, em 1943, pelo novo município de Bonito de Santa Fé, situado a 571 metros acima do mar. Santa Fé foi tema de uma de suas composições gravadas por Amelinha.
Filho de Arsênio de Sá Ramalho e Izabel (Bilinha) Leite Ramalho, tendo como avós paternos Coriolano Mariano de Sá e Maria Pinto Ramalho. Teve 5 irmãos: Coriolano Ramalho Neto, Anita Ramalho de Holanda, Francisco de Assis Ramalho, Benonília de Sá Ramalho e Walter de Sá Ramalho. 
Passou parte da infância e adolescência em São José de Piranhas, Bonito de Santa Fé e Cajazeiras, concluindo nesta cidade o curso ginasial no Colégio Diocesano Padre Rolim em 1948. Depois disso, voltou à Fazenda Pascoal, dedicando-se à agricultura, arrumando sempre tempo para caçar à noite. Catava algodão, fazia cercas, brocava, encoivarava e destocava capoeiras, além de tanger o gado e os burros, temas sertanejos que permearam várias de suas composições, como “Tropeiro”, “Vazante”, “Roendo Unha”, etc.
Vale citar um caso do qual guardou segredo até o último ano de sua vida para “não fazer média”. Em 1952, quando, como agricultor, empregava 20 famílias, as chuvas pararam e essas famílias ficaram em situação desoladora. Como nesse tempo não havia frentes de emergência, a saída que restou para Luiz foi hipotecar sua propriedade no Banco do Brasil, sabendo os riscos a que estava correndo. Deu trabalho aos moradores, mas foi obrigado a vender seu pedaço de terra. Não se arrependeu e repetia: “Aquele que promete salvar o povo está enganando ou enganado”. O tema da exploração do trabalhador rural foi tratado na sua composição “Meação”, que lhe rendeu alguns problemas com o regime militar vigente à época.

### Estudante, bibliotecário e professor em João Pessoa
Em 1956, aos 25 anos, chegou do interior do Estado a João Pessoa (PB) com a intenção de seguir adiante para o Rio de Janeiro ou São Paulo. Porém, terminou ficando na capital paraibana, alojado na famosa Casa do Estudante, Rua da Areia, 567 . Lá construiu muitas amizades duradouras como Luiz Nunes Alves (Severino Sertanejo), Wilson Braga, Abílio Plácido, Dorgival Terceiro Neto, José Belarmino da Nóbrega, entre outros tantos. 

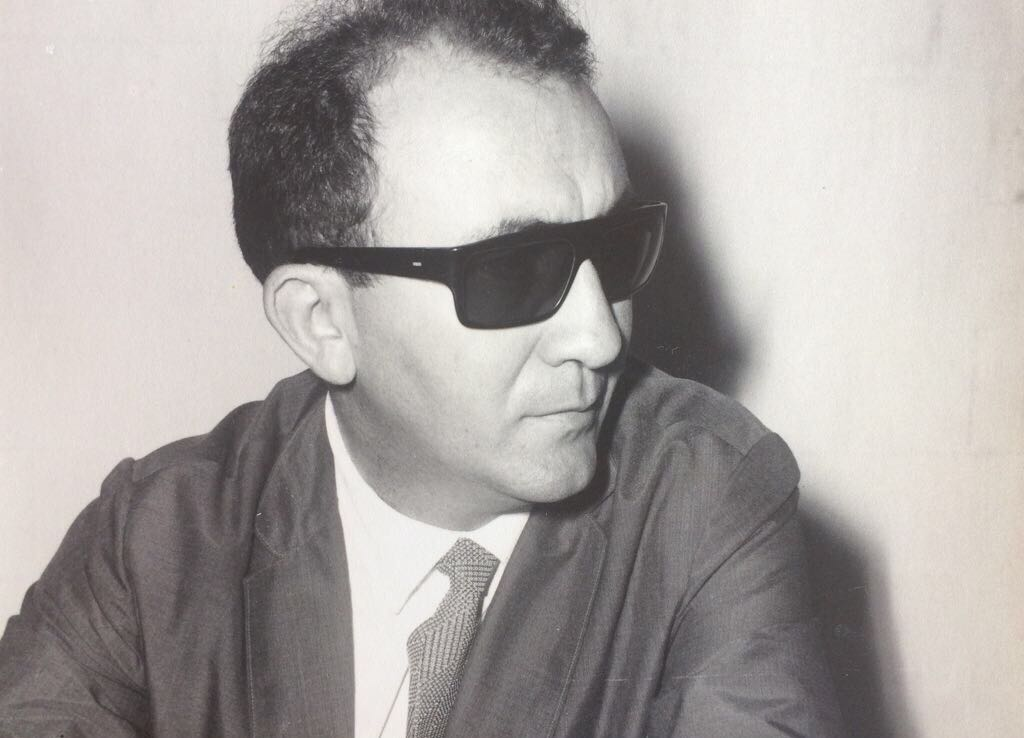
Luiz Ramalho (anos 60)

Para viver, logo arrumou um trabalho de bibliotecário na Faculdade de Direito da Universidade Federal da Paraíba, Praça João Pessoa. Mas depois de passar anos “apenas ganhando minguados tostões naquela repartição” pediu exoneração do cargo em 1967, ficando “de cara pra cima, na Praça João Pessoa em situação igual a daqueles cabras fortes que ali estão como estátuas”. O trabalho na biblioteca lhe rendeu novos amigos por conta de sua prestatividade. É, por exemplo, o caso curioso de Tarcísio Burity, que costumava pedir para ficar trancado na biblioteca após seu fechamento para estudar. Luiz, depois de ir namorar com Jayra na casa da Ladeira da Borborema, voltava para “soltá-lo”, só que um dia o esqueceu e Tarcísio dormiu na biblioteca. 
Luiz foi um dos que negociaram uma solução pacífica, em março de 1964, entre, de um lado, os apoiadores de Carlos Lacerda, que pretendiam invadir com violência a faculdade e, de outro, os estudantes secundaristas e universitários lá sitiados, em protesto à vinda de Carlos Lacerda à Paraíba. No seu depoimento à comissão da verdade, José Sabino, à época presidente da União Estadual de Estudantes, afirmou: “Luiz Ramalho me colocou dentro da faculdade por uma janela. Tentamos falar com o reitor Mário Moacir Porto, mas ele estava viajando. Luiz foi à casa do vice-reitor, mas ele também estava viajando. Luiz foi falar com o governador Pedro Gondim. O governador telefonou para o 15º Regimento de Infantaria (15 RI) e falou com o comandante. Os dois acertaram que o Exército retiraria os estudantes e que eles seriam soltos distantes da faculdade para evitar confronto com os lacerdistas”.

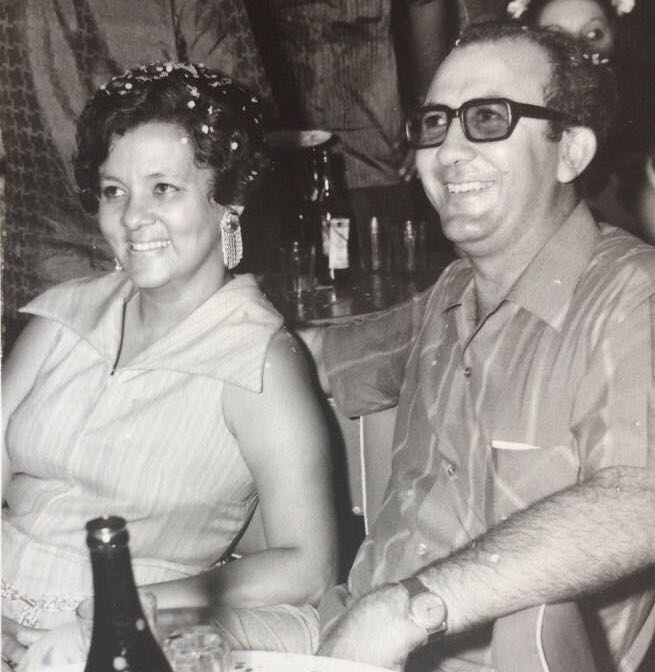
Luiz Ramalho e sua esposa Jayra (anos 70)

Ainda em 1956, conheceu Maria Jayra de Carvalho Lisboa, por quem se apaixonou e que o impulsionou a retomar os estudos. Em 1957, começou o Curso Clássico (atual ensino médio) no célebre Lyceu Paraibano, onde depois tornou-se professor, passando a ensinar “regrinhas de português” – como dizia. Fez vestibular e ingressou na Faculdade de Direito da Universidade Federal da Paraíba em 1960, tendo se formado em dezembro de 1964. No dia 19 desse mesmo mês, casou-se com Jayra na Igreja Nossa Senhora de Lourdes, sendo oficiante o Padre Trigueiro. Com Jayra viveu até seu falecimento em 1981 e teve 5 filhos: Geber (1965), Gualter (1968), Reuben (1972), Kalyne (1973) e Viviane (1976).

### Fins dos anos 60 em diante
Seu diploma de advogado ficou arquivado até 1967, quando deixou a biblioteca e passou a atuar na execução de dívidas. Nesse campo, seu grande remorso: jamais perdeu uma causa. Mas, quando compreendeu que “aquele negócio de que todos são iguais perante a lei era somente um papo”, abandonou tudo. 
Graças à intervenção de um de seus grandes amigos, Antônio Bento, passou a trabalhar como Assessor de Educação para o Trabalho na Diretoria Estadual da Legião Brasileira de Assistência (LBA). Mas, o dinheiro era pouco. Mal dava para manter a família e sustentar um Dauphine vermelho “tão velho que ao estender a mão, para dar sinal de entrada, quase sempre me jogavam uma esmola”. Contava, já rindo. Com a ajuda de seu amigo, compadre e parceiro Luiz Nunes, colaborou na implantação na Paraíba do Instituto Nacional de Pesos e Medidas – INPM (à época, IPEM-PB), onde depois passou a trabalhar como Assessor Jurídico até o ano em que faleceu. Em meados dos anos 70, o trabalho no INPM exigia os dois expedientes, ficando a atuação na LBA para o período da noite. Como, nesse ritmo “não tinha tempo para cuidar da música”, pediu demissão da LBA.
Em 1979, foi diagnosticado com câncer (leucemia). Fez tratamentos quimioterápicos em João Pessoa, no Hospital Barão de Lucena em Recife, e até no Memorial Hospital em New York (EUA). Em entrevista ao programa Fantástico da Rede Globo, antes de embarcar para Nova Iorque, disse “se não der certo o tratamento, vou voltar para o sertão e beber chá até de raiz quadrada”. Foi desenganado 3 vezes, mas chegou a entrar em um quadro de remissão.  Sempre que era perguntado como estava a saúde, costumava responder em tom de brincadeira: “Me sinto como o Irã: não ganho, mas também não me entrego”, ou ainda “sou como o mocinho dos seriados: quando todos pensam que vai morrer, surge novamente numa outra série”. 
Depois de receber o prêmio do Festival da Nova Música Popular Brasileira - MPB 80, no Rio de Janeiro, ficou muito emocionado ao ser recebido com grande alvoroço no aeroporto de João Pessoa, assim como no bairro onde morava desde 1966 (rua Juiz Ovídio Gouveia, 87, Conjunto Pedro Gondim). Em entrevista, narrou: “Essa homenagem da Paraíba me comoveu mais do que a do Maracanãzinho (...). Quando todo o Maracanãzinho cantou, eu fiquei naturalmente vaidoso, mas esperava alguma coisa parecida. O que me surpreendeu mesmo na Paraíba foi a presença maciça de pessoas que, a princípio, não achei que fosse para mim. Eu parei, observei, vendo que não tinha ninguém importante que pudesse receber uma homenagem, aí deu um adeusinho. Quando a turma correspondeu, aí entendi que era pra mim. Eita, como eu fiquei importante!”.
Além de cultivar com afinco suas amizades (de todos os matizes ideológicos e religiosos, e de ser um pai muito entrosado com os filhos, um traço marcante da vida pessoal de Luiz Ramalho era suas conhecidas tiradas de improviso, marcas de uma grande presença de espírito, como ilustram as citações desse texto: “Luiz Ramalho, mesmo nas fases mais difíceis, não abandonava a sua notável presença de espírito, falando sempre com tiradas engraçadas, numa conversa informal com amigos ou até mesmo numa entrevista à imprensa”. 
Em 1981, sua saúde teve uma grave recaída. Faleceu vítima de leucemia em João Pessoa no Hospital do Grupamento de Engenharia, em 18 de julho de 1981, sábado de manhã, aos 50 anos, deixando mais de 30 músicas gravadas e mais 170 inéditas, além de muitos amigos e admiradores. Seu enterro, ao qual compareceram mais de 3 mil pessoas, foi motivo de comoção em João Pessoa, cidade que adotou como sua. 

## Trajetória musical[3][5][9][10][11]

### Primeiros passos no sertão
Luiz, um autoditada em música e no violão, aprendeu os primeiros acordes com seu Tio Cefas que também lhe emprestava o único violão a que ele tinha acesso. Vale dizer que precisava fazer um trajeto de umas 2 léguas a cavalo a partir da Fazenda do Pascoal para poder tocar. 
Segundo o maestro José Neves, amigo de longas datas, desde Bonito de Santa Fé, Luiz já tocava e compunha no final dos anos 40, tendo inclusive composto em 1952 a música instrumental “Pisando em Brasa”, “um dos melhores choros que fez até agora e que ninguém conhece”. 

### Anos 60 – o CEU e os festivais
Nos anos 60, criou e liderou um grupo musical que tocava em festas dançantes no famoso CEU (Clube dos Estudantes Universitários), no Cassino da Lagoa, em João Pessoa, local que também funcionava como restaurante universitário e servia de espaço para as assembleias de estudantes. Para poder atualizar o repertório e manter o sucesso do grupo, no qual tocava guitarra, Luiz costumava viajar para o Recife para ver filmes e aprender seus temas musicais. Como não tinha gravador, precisava assistir mais de uma sessão para decorar a música. Depois ensaiava com o grupo e na estreia do filme em João Pessoa, uma ou duas semanas depois do Recife, surpreendia o público já tocando o tema do novo filme. 
Participou de diversos Festivais de Música Brasileira, muito comuns na época. Aliás, ao longo da vida, sempre valorizou os festivais, pois os considerava “grandes oportunidades para os novos artistas”. Foi finalista dos 3 primeiros “Festivais Paraibanos da MPB” organizados por Expedito Gomes no Teatro Santa Rosa e no Clube Astrea. Obteve o 2º lugar no 1º festival (1967) com a música “Meação”, interpretada por Gilson Reis e o Conjunto de Aldemir Sorrentino; e o 1º lugar no 2º festival (1968) com a música “Tropeiro”, interpretada por Chico Zacarias e o Quarteto Som. Em ambas composições, explorou temáticas sertanejas (situação do meeiro e trabalho do tropeiro), ao mesmo tempo que introduzia harmonias modais e outras sofisticações, seguindo a tendência da bossa nova e do jazz. Ainda nesses festivais, ganhou o prêmio de “composição de ouro” para sua música “Lagoa” feita em homenagem a esse ponto turístico da capital paraibana.
Ainda em 1967, participou do conhecido programa “A Grande Chance”, de Flávio Cavalcanti, na Rede Tupi de Televisão (ou simplesmente TV Tupi), com a música romântica “Noite sobre meu riso”. Já em 1968, deu um salto maior, revelador de seu ecletismo, classificando a música “Retiro da Lua” entre as doze finalistas no Festival “O Brasil Canta no Rio” – III Festival Nacional da Música Popular Brasileira (TV Excelsior). A música foi interpretada no Maracanãzinho por Roberto Rabelo, o crooner de sua banda no CEU. Entre os outros finalistas encontravam-se compositores do calibre de Sérgio Bittencourt (Modinha), Ataulfo Alves (Você passa e eu acho graça), Paulo Sérgio Valle e Vítor Martins. 
Além das atividades no CEU e participação nos festivais, Luiz continuou compondo e mantendo estreitos e boêmicos laços com os músicos locais, mesmo atuando em paralelo como bacharel de direito.

### Anos 70 - Primeiras gravações
No começo da década de 70, Luiz Ramalho aproximou-se de Luiz Gonzaga e de Genival Lacerda que foram os maiores intérpretes de suas músicas de veia nordestina. 
Gonzaga gravou composições como “Facilita” (1973), primeiro grande sucesso, “Daquele Jeito” (1974) – capa do disco, “Retrato de um forró” (1974), “Roendo unha” (1976), e “Mangangá” (1978)”. Várias dessas composições foram reinterpretadas por muitos outros artistas (ver abaixo), com destaque para “Roendo Unha” com 13 regravações até o momento. 
Genival Lacerda gravou uma dezena de composições originais de Luiz, dentre elas: “O homem que tinha três pontinhos” (1977) – capa do disco, “Estalo de Vieira” (1977), Rita Caxeado (1978), “Cabeça Chata” (1978) – capa do disco, “Nêga Zira” (1979) e “Sivuca” (1978), esta última em homenagem a seu amigo e grande músico paraibano. Um destaque também para “Cabeça Chata” por ser uma parceria com seu compadre Luiz Nunes (assinando como “Lula de Ibiapina”). Nas músicas jocosas, boa parte gravada por Genival, preferia usar o pseudônimo Luiz Santa Fé, em referência à cidade onde nasceu, para evitar algum “preconceito contra suas músicas mais sérias” . 
Em 1976, Luiz Ramalho teve sua primeira música, “Amor em Jacumã”, gravada no exterior por Dom Um Romão, que atuou como baterista de Frank Sinatra, Milton Nascimento, Baden Powell (músico), Antônio Carlos Jobim entre outros. Para Luiz, este foi um dos seus maiores êxitos, “conseguir que uma música com raízes nordestinas penetrasse em um ambiente onde o jazz predomina foi, realmente, um mérito” . Os amigos Sivuca e Glória Gadelha, que foram  fundamentais nos contatos nos EUA , também contribuíram para a gravação de outras composições como “Preço de Cada um” (1977), “Questão de amor” (1981). “Amor em Jacumã” foi regravada diversas vezes com destaque para a cantora Ithamara Koorax, considerada uma das melhores cantoras de jazz dos anos 2000. 
Sempre aproveitando as oportunidades abertas pelos festivais, em 1978, Luiz participou com “Veio d’água” da “1ª cantoria da música nordestina” organizado pela Rede Globo. A música, que ficou entre os finalistas, foi interpretada por Marília Serra no Teatro do Parque em Recife, sendo mais tarde regravada pela prima Elba Ramalho no seu primeiro disco. Participou dessa última gravação dividindo o arranjo-base com o primo Zé Ramalho, gravação da qual também participaram Geraldo Azevedo, Sivuca, Jamil Joanes, Elber Bedaque e Robertinho Silva.
Embora a grande maioria de suas músicas gravadas na década de 70 fossem de inspiração nordestina (xotes, quadrilhas, baiões, cocos, etc.), continuou fazendo músicas românticas e sambas, mantendo ativo, inclusive, um regional de samba. 

### Final dos anos 70 e começo anos 80 - Consagração nacional e trabalho como produtor
Sua consagração como compositor foi alcançada com a música “Foi Deus quem fez você” no  Festival da Nova Música Popular Brasileira - MPB 80, promovido pela Rede Globo. Interpretada por Amelinha e entoada por 25.000 pessoas no Maracanãzinho, a música foi classificada em segundo lugar no festival. Apesar de não ter levado o primeiro prêmio, foi a música do festival mais executada, ocupando o primeiro lugar nas FMs e AMs do Brasil inteiro durante meses [3]. O compacto gravado por Amelinha vendeu mais de 1 milhão de cópias, realizando um dos sonhos mais caros de Luiz: “que uma música minha seja cantada por todo o povo brasileiro”. 

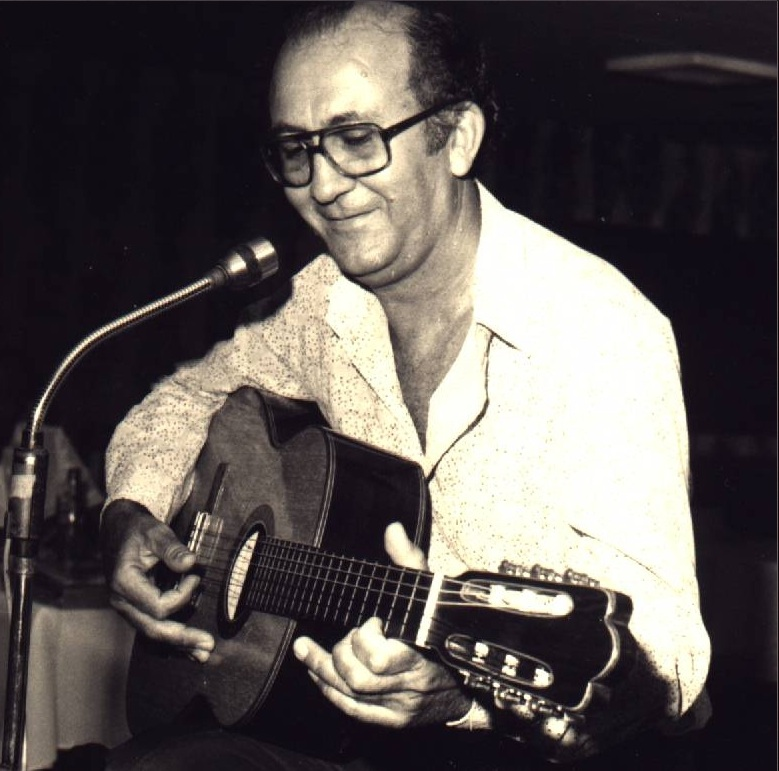
Luiz Ramalho tocando

Perguntado sobre como explicava o sucesso de “Foi Deus quem fez você”, respondeu : “Eu confiava na minha música, mas não esperava a extensão que teve seu sucesso. Ela é ensinada nas escolas, cantada em igrejas protestantes e católicas, tocada nas boites, em todo lugar (...) Eu tive um certo medo de que uma música que falasse de Deus afastasse um certo público. Mas não fiz pregação direta. Falei de Deus, como como falei de amores escondidos. Fiz um passeio em torno da natureza, de serestas e de tudo que existe de bom e que reflita amor e paz”. Na mesma entrevista, falando de Amelinha: “Ela interpretou muito bem a música. Ela já ia gravá-la no seu próximo disco e já a cantava para ninar seu filho João, quando veio a oportunidade de inscrevê-la no festival MBP-80. Passou a associar a música ao filho”.
Depois do MPB-80,, mesmo doente, Luiz Ramalho não dispensou a música e tornou-se produtor da RCA (Radio Corporation of America) com objetivo de encontrar talentos nordestinos. Produziu, dois compactos simples, lançando os cantores paraibanos Anay e Afrânio Ramalho (seu primo) que gravaram duas de suas composições: “Palavras tatuadas” e “Lances da vida”, respectivamente. 
Faleceu no auge da carreira aos 50 anos, quando ao invés de procurar as gravadoras, passou a ser procurados por elas. Como disse: “hoje (depois do MPB-80), fiquei conhecido no Brasil (...) tenho acesso às gravadoras e estou sendo procurado pelos cantores”.  Infelizmente a saúde não permitiu que respondesse às demandas por música, mas deixou mais de 170 inéditas registradas em fita cassete, que recentemente foram digitalizadas e serão objeto de um projeto de tributo a Luiz Ramalho. 

## Composições gravadas[3][11][14]
1. Meação (Luiz Ramalho)
  - Gílson Reis & Conjunto Ademir (1967) – Disco “1o  Festival Paraibano da MPB” (premiada com  2º lugar)
2. Tropeiro (Luiz Ramalho)
  - Chico Zacarias & Quarteto Som (1968) – Disco “2o  Festival Paraibano da MPB” (premiada com  1º lugar)
3. Retiro da lua (Luiz Ramalho)
  - Roberto Rabelo (1968) - Disco “1o O Brasil canta no Rio" - III Festival Nacional da Música Popular Brasileira (TV Excelsior) (finalista)[13]
4. Facilita (Luiz Ramalho)
  - Luiz Gonzaga (1973) – Disco “Luiz Gonzaga”
  - Concerto viola (1978) – Disco “Vozes da Seca”
  - Jorge Aragão (1983) - Disco "Verão"
  - Catuaba com amendoim (1988) - Disco "Barraca do Gonzagão"
  - Elba Ramalho (2002) - Disco "Elba canta Luiz"
  - Genival Lacerda & Chico César (2012)- "Genival Lacerda canta Luiz Gonzaga no balanço do forró"
  - Adelmário Coelho (2012) - Disco "Abrindo o Baú de Luiz Gonzaga - Acústico"
5. Daquele Jeito (Luiz Ramalho & Luiz Gonzaga)
  - Luiz Gonzaga (1974) – Disco “Daquele Jeito”
  - Santanna, o Cantador (2004) - Disco "Forró de Bem Querer"
  - Dominguinhos (2012) - Disco "100 anos de Gonzagão"
  - Flavinho Lima (2012) - Disco "Flavinho Lima canta Luiz Gonzaga"
  - Adelmário Coelho (2012) - Disco "Abrindo o Baú de Luiz Gonzaga - Acústico"
6. Retrato de um forró (Luiz Ramalho & Luiz Gonzaga). 
  - Luiz Gonzaga (1974) – Disco “Daquele Jeito”
  - Azulão (1974) - Disco "Camarão – Retrato de um forró"
  - Mastruz com Leite (1998) - Disco "Barraca do Gonzagão"
  - Eddie (banda) (1999) - Disco "Baião de Viramundo"
  - Rastapé (2005) - Disco “Cantando a história do forró - ao vivo”
  - Estakazero & Trio Nordestino (2009) - Disco "Viva Luiz"
  - Flavinho Lima (2012) -  Disco "Flavinho Lima canta Luiz Gonzaga"
7. Roendo Unha (Luiz Ramalho & Luiz Gonzaga)
  - Luiz Gonzaga (1976) – Disco “Capim Novo"
  - Chiquinha Gonzaga (cantora) (1976) - Disco "Penerô Xerém"
  - Elba Ramalho (1983) – Disco “Coração Brasileiro”
  - Alcymar Monteiro & Luiz Gonzaga (1986) - Disco "Forroteria"
  - Sirano (1988) - Disco "Bom à Bessa"
  - Xangai (músico) com Quinteto da Paraíba (1997) - Disco "Um abraço pra ti pequenina"
  - Maria Dapaz (1999) - Disco "Meu Lugar"
  - Falamansa (2004) - Disco "Um Dia Perfeito"
  - Renata Arruda (2006) - Disco "Pegada - Acústico"
  - Targino Gondim (2008) - Disco "Canções de Luiz"
  - Elisa Addor (2011) - Disco "Novos Tempos"
  - Célia (2012) - Disco "100 anos de Gonzagão"
  - Fabinho do Zabumba (2013) - Disco "Fabinho Zabumbão Canta Gonzagão"
8. São João nas capitá (Luiz Gonzaga & Luiz Ramalho). 
  - Luiz Gonzaga (1976) – Disco “Capim Novo”
9. Amor em jacumã (Dom Um Romão & Luiz Ramalho). 
  - Dom Um Romão (1976) – Disco “Hotmosphere” – Pablo Records (EUA)
  - Cravo e Canela (1977) - Disco "Preço de Cada Um"
  - Ithamara Koorax (2006) - Disco "Brazilian Butterfly"
  - Menina Bahiana (2006) - Disco "Dance"
  - Lucas Santtana (2009) - Disco "Sem Nostalgia"
10. O homem que tinha três pontinhos (Luiz Santa Fé* & Genival Lacerda)
  - Genival Lacerda (1977) – Disco “O homem que tinha três pontinhos”
11. Estalo de Vieira (Luiz Santa Fé & Genival Lacerda)
  - Genival Lacerda (1977) – Disco “O homem que tinha três pontinhos”
12. Sacolejado (Luiz Santa Fé & Genival Lacerda)
  - Genival Lacerda (1977) – Disco “O homem que tinha três pontinhos”
13. Que que é isso (Luiz Santa Fé & Genival Lacerda)
  - Genival Lacerda (1977) – Compacto simples Copacabana
14. Preço de cada um (Luiz Ramalho & Glorinha Gadelha)
  - Grupo Cravo e Canela (1977) – Disco “Preço de cada um”
  - Cyro Aguiar (1979) – Disco “Aos músicos brasileiros”
  - Glória Gadelha (2005) - Disco "Tinto e Tropical"
15. Cabeça Chata (Luiz Santa Fé & Lula da Ibiapina)
  - Genival Lacerda (1978) – Disco “Cabeça Chata”
16. Sivuca (Luiz Santa Fé & Genival Lacerda)
  - Genival Lacerda (1978) – Disco “Cabeça Chata”
17. Rita Caxeado (Luiz Santa Fé & Genival Lacerda)
  - Genival Lacerda (1978) – Disco “Cabeça Chata”
18. Eu sou da Paraíba (Luiz Santa Fé & Genival Lacerda)
  - Genival Lacerda (1978) – Disco “Cabeça Chata”
19. A cara do pai (Luiz Santa Fé & Genival Lacerda)
  - Zenilton (1978) – Disco “Zenilton”
20. O Mangangá (ou Mangará) (Luiz Ramalho)
  - Luiz Gonzaga (1979) – Disco “Eu e meu pai”
  - Genival Lacerda (1979) – Disco “Não Despreze Seu Coroa”
21. Veio d’água (Luiz Ramalho)
  - Marília Serra (1978) – Disco “1ª Cantoria da Música Nordestina” (finalista)
  - Elba Ramalho (1979) – Disco “Ave de Prata”
  - Ayrton Montarroyos (2018) - no single de mesmo nome
22. Nega Zira (Luiz Santa Fé & Genival Lacerda)
  - Genival Lacerda (1979) – Disco “Não Despreze Seu Coroa”
23. Olha o menino (Luiz Ramalho)
  - Marinalva (1980) - Disco “De rolha na boca”
24. Par de juriti (Luiz Ramalho)
  - Marinalva (1980) - Disco “De rolha na boca”
  - Trio Sudestino (2017) - Disco "Bora de Forró"
25. Espelho de barrigudo (Luiz Santa Fé & Genival Lacerda)
  - Trio Juazeiro (1980) - Disco “Vamos vadiar”
26. Foi Deus quem fez você (Luiz Ramalho)
  - Amelinha (1980) - Disco “MPB 80 vol.2” (2º lugar no Festival MPB Shell 1980, Rede Globo)
  - Altemar Dutra (1980) - Disco "Especialmente para você"
  - Turma do Baixo Leblon (1980) - Disco "Carnaval Geral 81"
  - Fernando Mendes (1996) - Disco "Fernando Mendes"
  - Perla (1996) - Disco "Maxximum - Perla"
  - Rastapé (2005) - Disco "Pode Relampejar"
  - Menina do Céu (2007) - Disco "O dia em que o sol declarou-se para a lua"
  - Margareth Menezes (2008) - Disco "Naturalmente"
  - Padre Reginaldo Manzotti (2010) - Disco "Creio no Deus do Impossível"
  - Amanda Neves (2012) - Disco "Only Hope"
  - Bell Marques (2014) - Disco single "Foi Deus quem fez você"
27. Lances da vida (Luiz Ramalho)
  - Afrânio Ramalho (1981) - Compacto simples RCA - Produzido por Luiz Ramalho
28. Palavras tatuadas (Luiz Ramalho)
  - Anay Claro (1981)  - Compacto simples RCA - Produzido por Luiz Ramalho
29. Questão de amor (Glorinha Gadelha e Luiz Ramalho
  - Glória Gadelha (1981) - Disco “Bendito o fruto"
30. Paleio (Luiz Ramalho)
  - Amelinha (1982) – Disco “Mulher nova bonita e carinhosa faz o homem gemer sem sentir dor”
31. Santa Fé (Luiz Ramalho)
  - Amelinha (1982) – Disco “Mulher nova bonita e carinhosa faz o homem gemer sem sentir dor”
32. A estrada (Luiz Ramalho)
  - Amelinha (1996) – Disco “Fruta Madura”
33. Bayeux (Luiz Ramalho)
  - Anay Claro (2006) - Disco " Claro"
34. Galope à beira-mar (Luiz Ramalho)
  - Anay Claro (2006) - Disco " Claro"
35. É proibido falar (Luiz Ramalho)
  - Afrânio Ramalho (2015) - Disco "Ao vivo"
36. Tudo tem fim (Luiz Ramalho)
  - Afrânio Ramalho (2015) - Disco "Ao vivo"